# Китаец (картина Лемпицкой)
«Китаец» (фр. Le chinois) — картина польской художницы Тамары Лемпицкой, написанная маслом на холсте в 1921 году. Полотно размером 35 на 27 сантиметров ныне хранится в Музее современного искусства Андре Мальро во французском Гавре.

## Описание
На обороте полотна указаны его название (Le chinois) и дата написания (1921). В верхнем правом углу картины стоит подпись художницы DE LEMPICKA.

## История и анализ
«Китаец», среди некоторых других картин, был запечатлён на фотографии Константина Штифтера, двоюродного брата Лемпицкой, сделанной им в 1923 году в мастерской художницы на площади Ваграм (XVII округ Парижа).
Лемпицка в то время была частью сообщества русских художников-эмигрантов в Париже. Вдохновить её на написание «Китайца», экзотичного выбора модели даже на фоне её ранних экспериментов, мог успех выставки работ русского художника Александа Яковлева, который он имел в Париже в 1920—1921 годах. На них были представлены его впечатления от путешествий по Дальнему Востоку (Китаю, Монголии и Японии) в 1917—1919 годах. Впоследствии у Лемпицкой мажордомом работал китаец (ко времени написания картины во французской столице уже сложилась китайская диаспора).
В этой ранней работе Лемпицка демонстрирует своё владение правилами построения кубистических форм, которым она научилась у своего наставника Андре Лота. Кроме того, её портрет схож с некоторыми работами Юрия Анненкова (портретом Стриндберга 1920 года, например), а ещё больше с картинами Бориса Григорьева (автопортретом, представленном на Осеннем салоне 1921 года).
В «Китайце» чувствуется и влияние других авнгардных течений того времени, которые тогда изучала Лемпицка. Так в её картине можно обнаружить некоторое сходство в трактовке объёмов лица с работой «Большевик» польского художника Ксаверия Дуниковского. У современных ей скульпторов Лемпицка позаимствовала стремление к лаконичности, выражавшейся в мужественной грубости и архаичности, от которого она впрочем потом отказалась в своём творчестве.
Жёсткость лица «Китайца» Лемпицкой схожа с формами бюста работы Макса Пехштейна (он изображён в книге Пауля Фехтера Der Expressionismus, которую можно увидеть на полке шкафа на той же фотографии Штифтера). Эта жёсткость обеспичивается за счёт резких и чётких, нанессённых будто скальпелем, мазков с цветовыми нюансами.

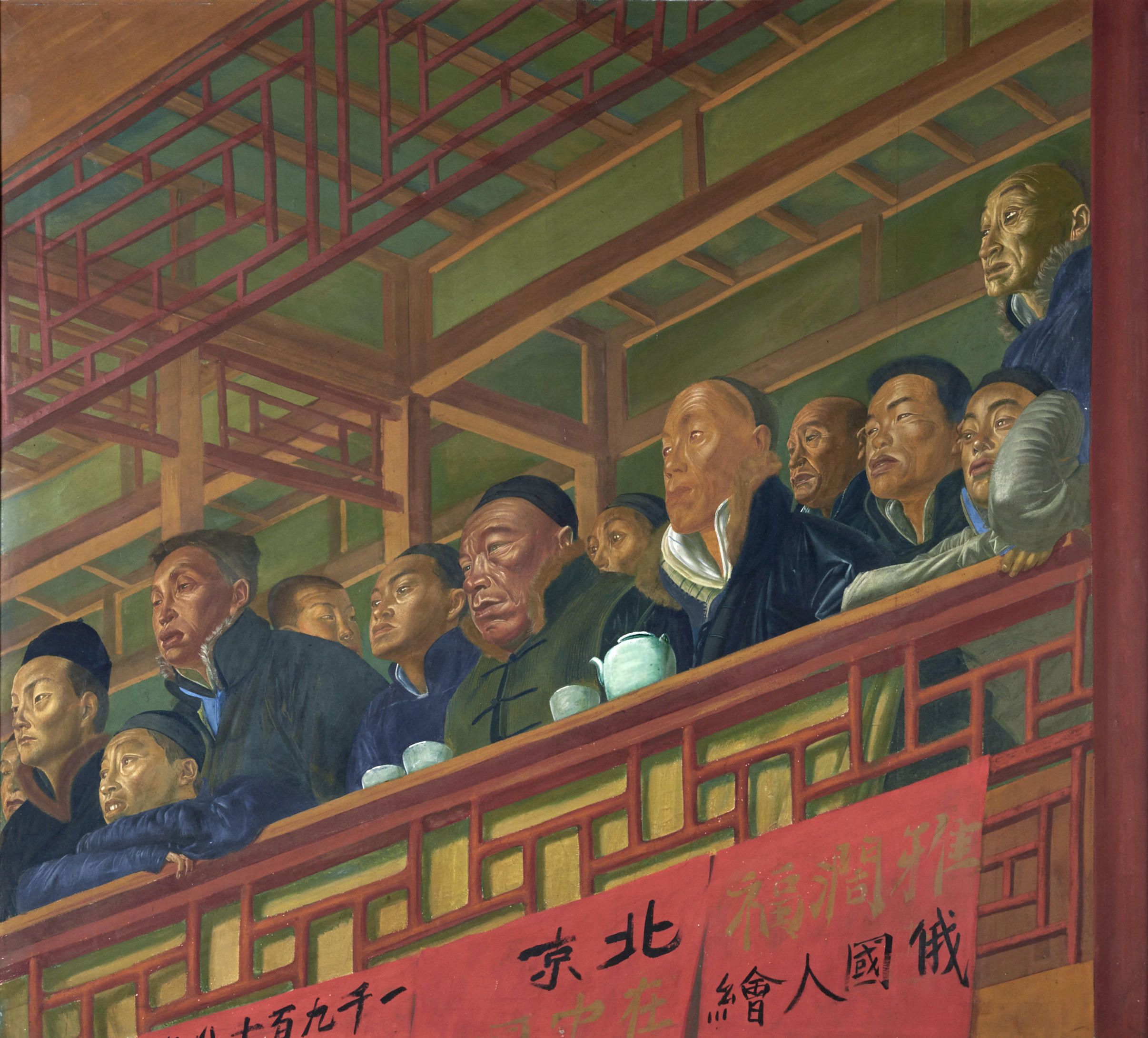
Александ Яковлев. Театральный балкон, 1921, Национальная библиотека Франции (Париж)
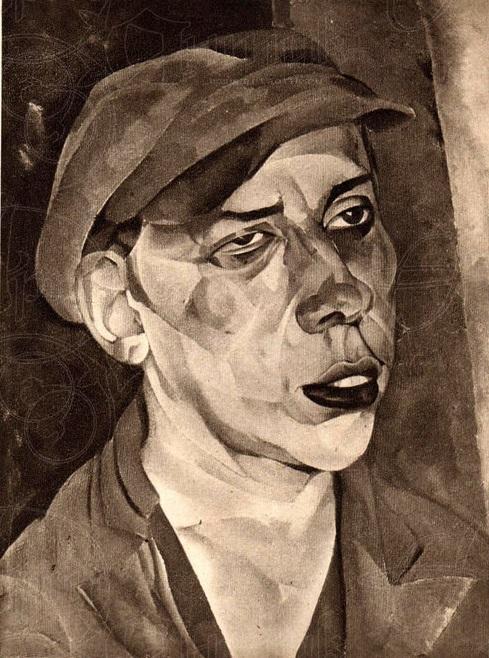
Борис Григорьев. Из альбома «Расея».

## Провенанс
В 1976 году картина Лемпицкой была передана в дар французскому государству самой художницей. С того времени «Китаец» и хранится в Музее современного искусства Андре Мальро во французском Гавре.

## Выставки
В 1997 году «Китаец» Лемпицкой под названием «Портрет мистера Лая» выставлялся в Японии. В том году эта картина выставлялась в токийском музее Исетан, Хиросимском музее искусств, Художественном музее Мацудзакая (Нагоя) и Художественном музее Даимару (Осака).
С 23 марта по 16 июля 2006 года картина была представлена на выставке художницы в Музее тридцатых годов в Булонь-Бийанкуре, западном пригороде Парижа. Затем, с 5 октября того же года по 18 февраля 2007, она выставлялась в миланском Королевском дворце, а с 18 апреля по 15 июля 2007 года — в Доме искусств в Виго (Испания). С 14 мая по 2 августа 2009 года «Китайца» можно было увидеть во Дворце изящных искусств в Мехико (Мексика).
В 2010 году полотно было включено в экспозицию выставки «Тамара де Лемпицка и её эпоха», прошедшей в токийском музее Бункамура (с 6 марта по 9 мая) и в Художественном музее префектуры Хиого в городе Кобе (с 18 мая по 25 июля).